# Silpa Bhirasri

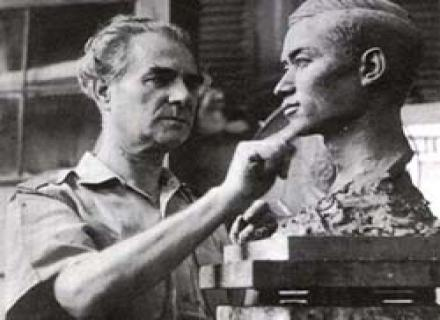
Silpa Bhirasri

Silpa Bhirasri (thailändisch ศิลป์ พีระศรี, RTGS: Sin Phirasi, Aussprache: [sĭn pʰiːráʔsĭː]; Geburtsname Corrado Feroci; * 15. September 1892 in Florenz, Italien; † 14. Mai 1962 in Bangkok) war ein italienisch-thailändischer Bildhauer. Er gründete die erste Kunsthochschule des Landes, die später zur Silpakorn-Universität hochgestuft wurde, und wird als Vater der modernen Kunst in Thailand verehrt. Silpa schuf im Auftrag der thailändischen Regierung in den 1930er- bis 50er-Jahren eine Reihe monumentaler Statuen und war an der Gestaltung des Bangkoker Demokratie- und des Siegesdenkmals beteiligt.

## Leben

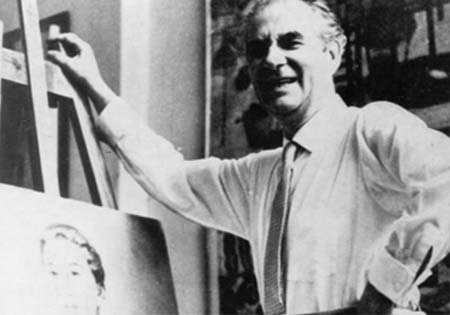
Silpa Bhirasri in seinem Atelier.

Corrado Feroci wuchs als Sohn des Händlerpaares Arturo and Santina Feroci in Florenz auf. Dort studierte er von 1908 bis 1915 an der Accademia di Belle Arti (Akademie der Schönen Künste) und schloss mit einem Diplom in Malerei und Bildhauerei ab. Zudem bestand er ein Examen zum Kunstlehrer (professore) mit Auszeichnung. Anschließend unterrichtete er an der Akademie Bildhauerei und wurde als Schöpfer von Kriegsdenkmälern bekannt. 
Auf Wunsch des Königs Vajiravudh (Rama VI.) nach einem europäischen Künstler, der die Bildhauerei in Siam im westlichen Stil modernisieren sollte, schlug die italienische Regierung Feroci vor. Im Jahre 1923 lud ihn das königliche Amt für bildende Künste nach Siam ein, zunächst mit einem Drei-Jahres-Vertrag, um dort als Bildhauer zu arbeiten und zugleich thailändische Künstler und Kunsthandwerker auszubilden. Feroci zog mit seiner Frau Fanny Viviana und seiner Tochter Isabella nach Siam; sein Sohn Romano wurde 1927 in Bangkok geboren. Nach Ablauf der drei Jahre stellte ihn das Amt für bildende Künste 1926 unbefristet als Dozenten für Bildhauerkunst ein. Seinen ersten Auftrag einer monumentalen Statue übernahm Feroci noch zu Zeiten der absoluten Monarchie: 1929 modellierte er ein überlebensgroßes Abbild des Gründers der Chakri-Dynastie, König Rama I., das er im Jahr darauf in Italien gießen ließ und das 1932 an der Phra-Phutthayotfa-Brücke aufgestellt wurde. 

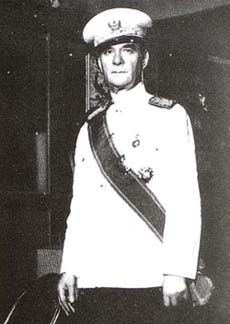
Silpa in seiner Uniform als thailändischer Regierungsbeamter.

Im selben Jahr übernahm die Khana Ratsadon („Volkspartei“) die Macht und beendete die absolute Monarchie. Die neue Regierung beschloss 1933 die Gründung einer Kunsthochschule, bei der Feroci eine maßgebliche Rolle spielte. Das Regime der Khana Ratsadon, insbesondere der Verteidigungsminister und spätere Ministerpräsident Plaek Phibunsongkhram, maß Denkmalen und Statuen als Symbolen des Staats und der nationalen Kultur große Bedeutung bei. So übernahm Feroci eine Reihe bedeutender Staatsaufträge, die die nationalistische Ideologie des Phibun-Regimes repräsentierten: die Statue der Heldin Thao Suranari in Nakhon Ratchasima (1933), die Reliefs am Demokratiedenkmal (1938), das Standbild des Königs Vajiravudh am Eingang zum Lumphini-Park (1941), die Wächterfiguren am Siegesdenkmal (1942). Ferocis heroische, starke, entschlossene Figuren orientierten sich zum Teil am Stil des italienischen Faschismus. Die Kunsthochschule wurde 1943 zur Silpakorn-Universität erhoben und Feroci wurde erster Dekan der Fakultät für Bildhauerei und Malerei. In dieser Position war er die Hauptstütze und treibende Kraft für das Kunststudium in Thailand. Feroci brachte nicht nur westliche Kunsttraditionen und Formensprache nach Thailand, sondern wurde auch zum Experten für thailändische Kunst.
Während des Zweiten Weltkriegs stand Thailand auf Seiten der Achsenmächte und war ab Dezember 1941 unter faktischer japanischer Besatzung. Als Italien nach dem Sturz Mussolinis im Juli 1943 die Seiten wechselte, internierte die japanische Besatzungsmacht in Thailand lebende Italiener. Die thailändische Regierung, namentlich der Außenminister und vormalige Generaldirektor des Amts für bildende Künste Wichit Wichitwathakan, setzte sich jedoch für Feroci ein und erwirkte seine Freilassung. Um ihn vor weiteren Verdächtigungen zu bewahren, verlieh sie ihm die thailändische Staatsbürgerschaft und er nahm den thailändischen Namen Silpa Bhirasri an (von Sanskrit silpa „Kunst“, vīra „heldenhaft, Krieger“ und śrī „strahlend, Glanz, Schönheit, Wohlstand“). Silpa kehrte 1947 und 1949 jeweils vorübergehend nach Italien zurück. In dieser Zeit trennte er sich von seiner Frau Fanny, die in Italien blieb. Silpa heiratete 1959 die Thailänderin Malini.
Er starb 1962 in Bangkok. Ihm wurde postum für seine Leistungen und Verdienste für die thailändische Kunst das Großkreuz des Ordens der Krone von Thailand verliehen. Der 15. September, sein Geburtstag, wird an der Silpakorn-Universität jährlich als Silpa-Bhirasri-Tag begangen. Anlässlich seines 100. Geburtstages gab die thailändische Post 1992 eine Briefmarke zu Ehren Silpas heraus.

## Werke
Zu seinen bekanntesten Werken gehören:
- die Statue von König Phra Phutthayotfa Chulalok (Rama I.) an der Phra Phutthayotfa-Brücke (Memorial Bridge) in Bangkok (1932)
- die Statue der Lokalheldin Thao Suranari in Nakhon Ratchasima (1934)
- die Relief-Skulpturen am Demokratiedenkmal auf der Ratchadamnoen-Klang-Avenue in Bangkok (1938)
- die Statue von König Vajiravudh (Rama VI.) vor dem Eingang des Lumphini-Parks in Bangkok (1941)
- die Statuen am Siegesdenkmal im Bezirk Ratchathewi (1942)
- das Reiterstandbild von König Taksin auf dem großen Kreisverkehr (Wongwian Yai) im Bezirk Thonburi (1954)
- die Statue von König Naresuan auf seinem Elefanten in Don Chedi (Provinz Suphan Buri) zum Gedenken an die Schlacht von Nong Sarai (1959)
- die Statue von König Narai in Lop Buri (postum fertiggestellt 1966)
- die Statue des schreitenden Buddha mit Abhayamudra (Geste der Furchtlosigkeit) im Phutthamonthon-Park bei Nakhon Pathom (Entwurf 1957, postum fertiggestellt 1982)

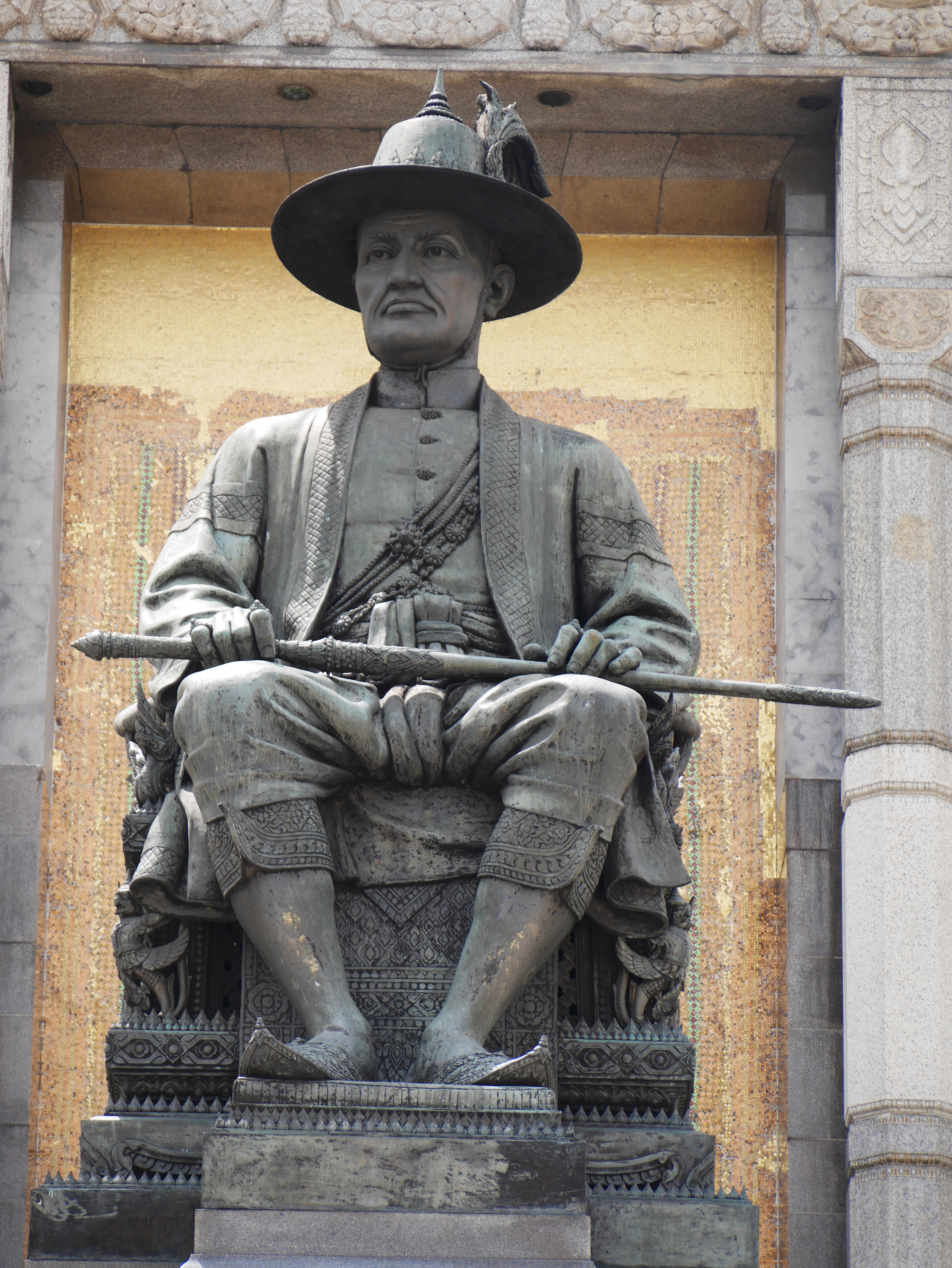
Statue von Phra Phutthayotfa Chulalok (Rama I.)
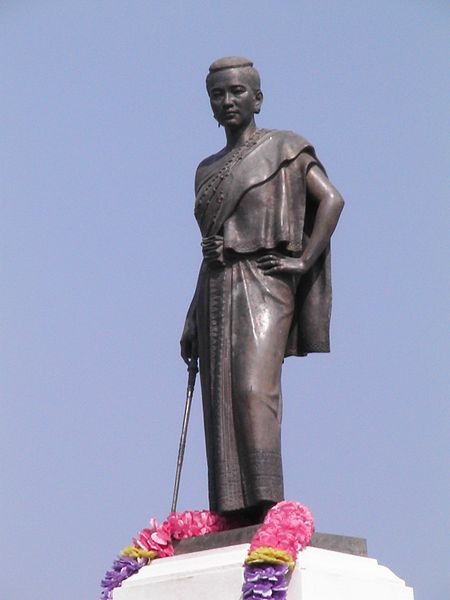
Statue der Thao Suranari in Nakhon Ratchasima
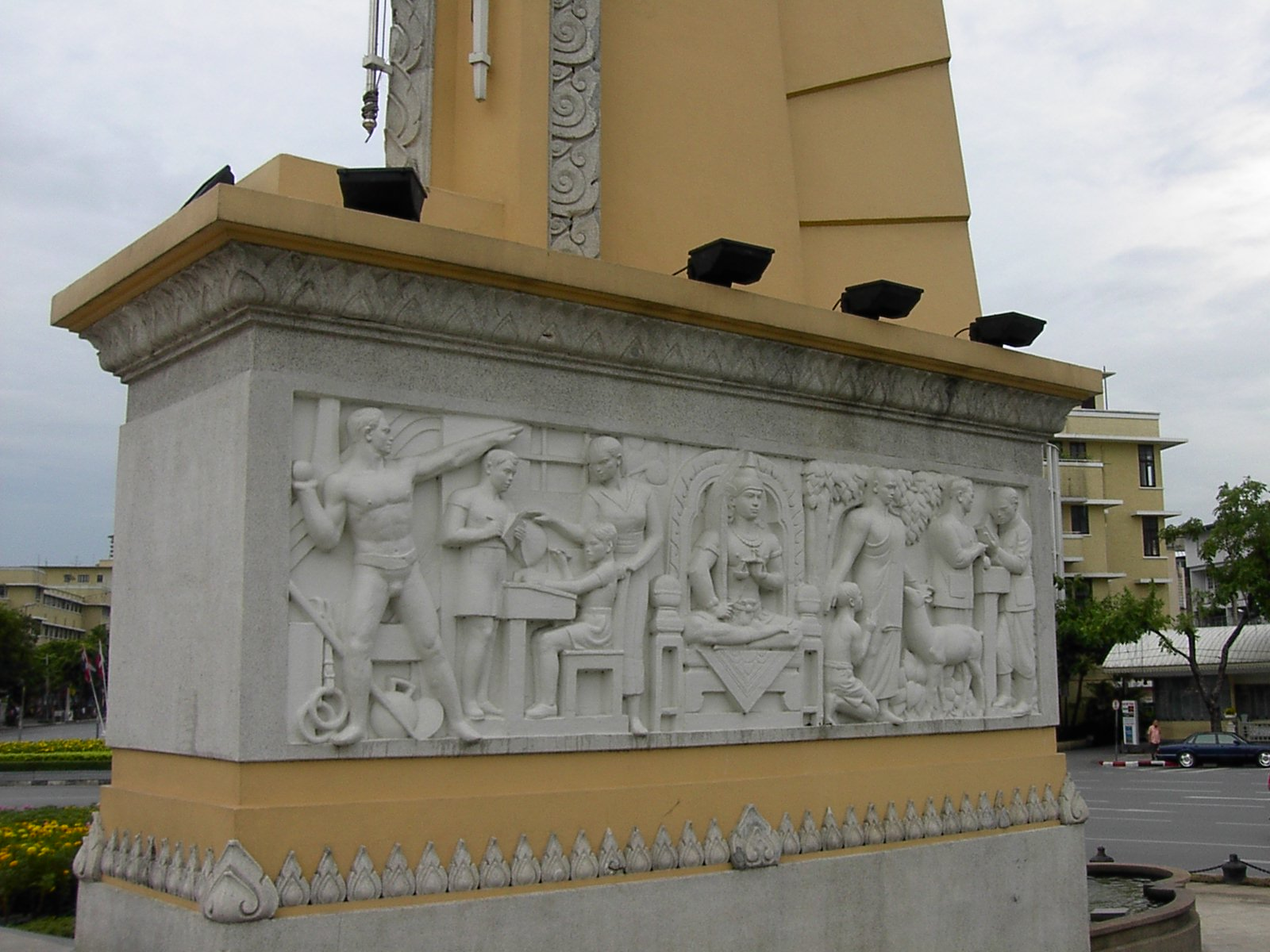
Relief am Demokratiedenkmal: „Darstellung von Ausgleich und Gutem Leben“
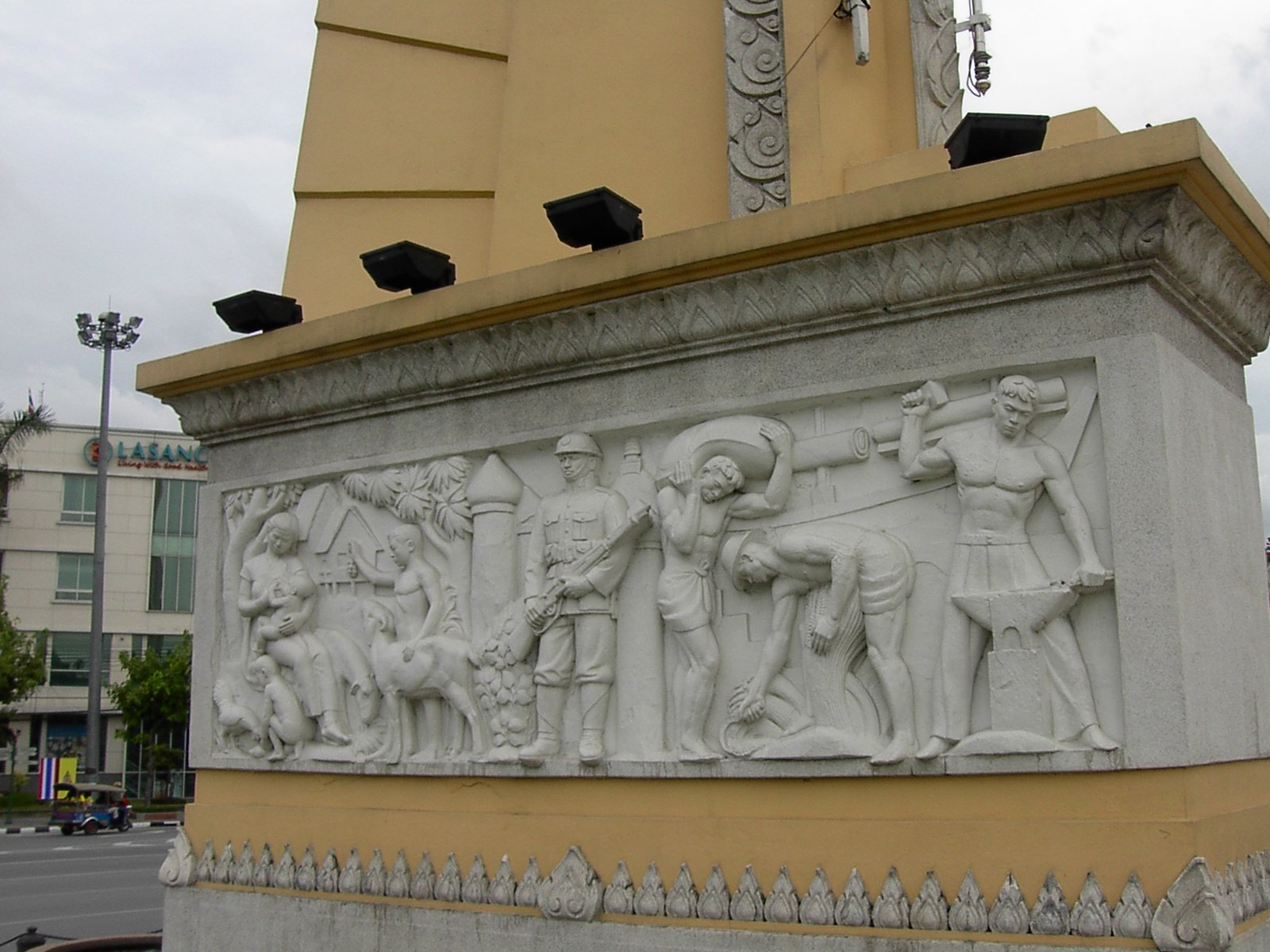
Relief am Demokratiedenkmal: „Darstellung des Volkes“
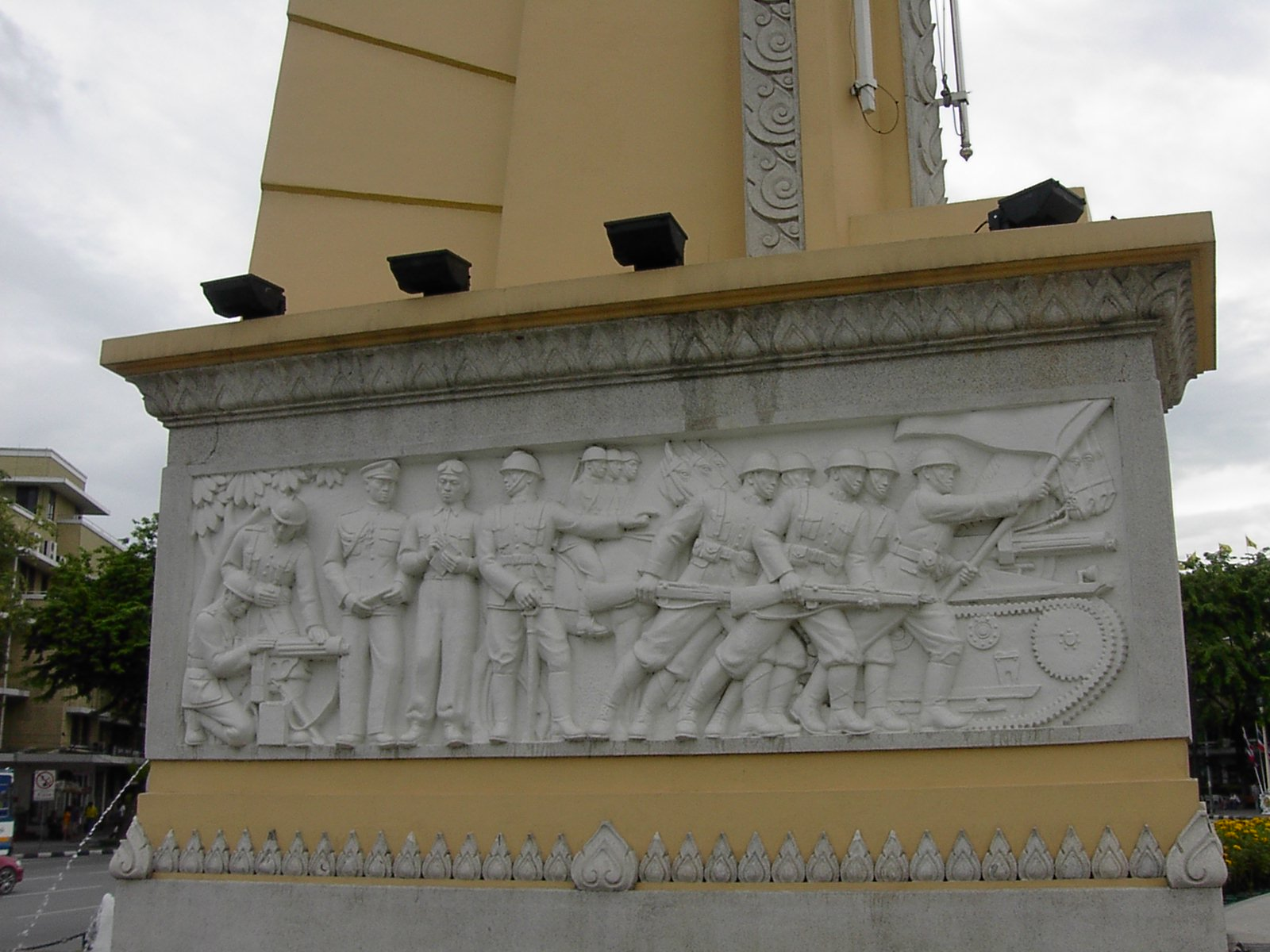
Relief am Demokratiedenkmal: „Soldaten kämpfen für die Demokratie“
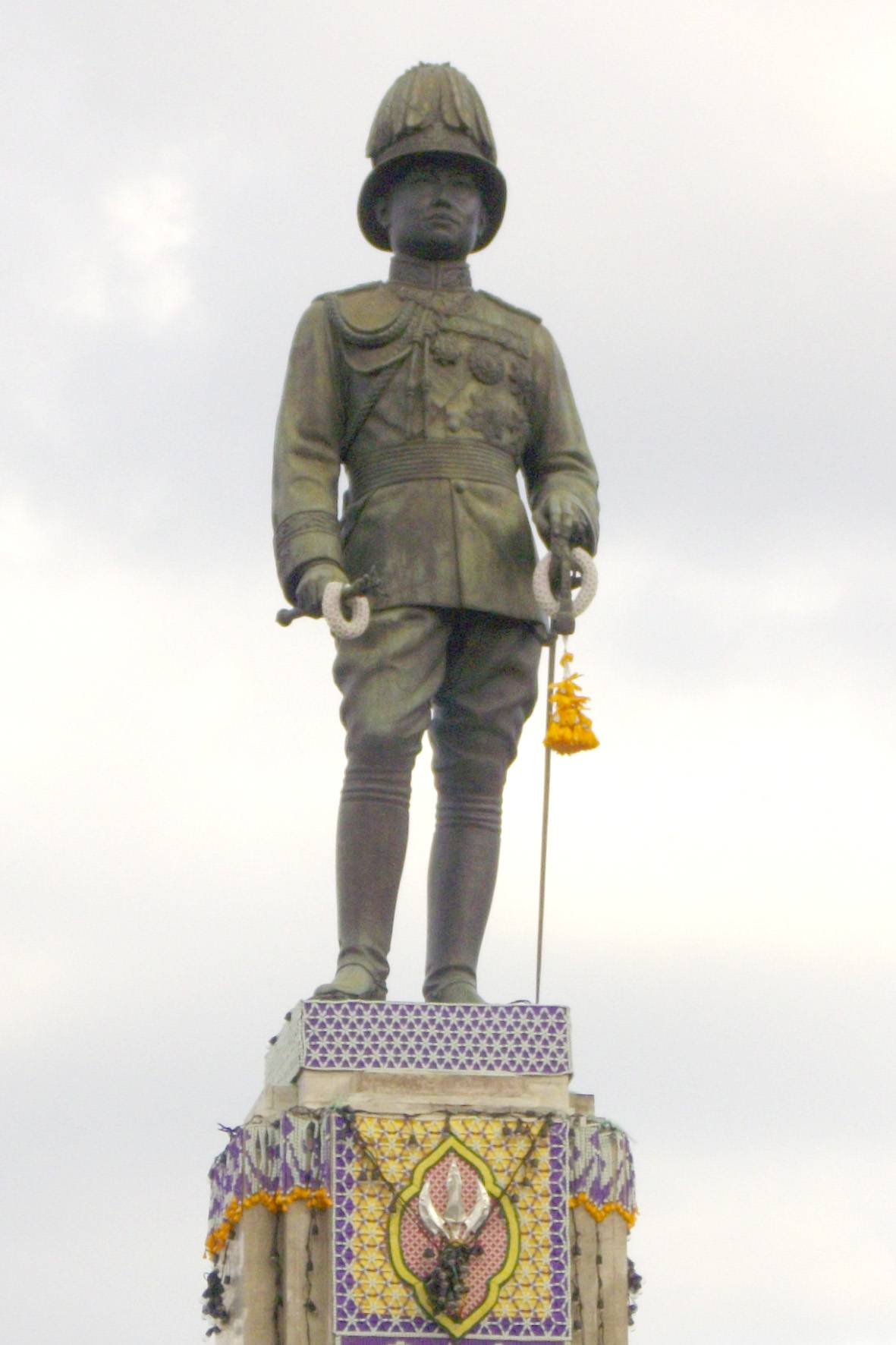
Statue von König Vajiravudh am Lumphini-Park
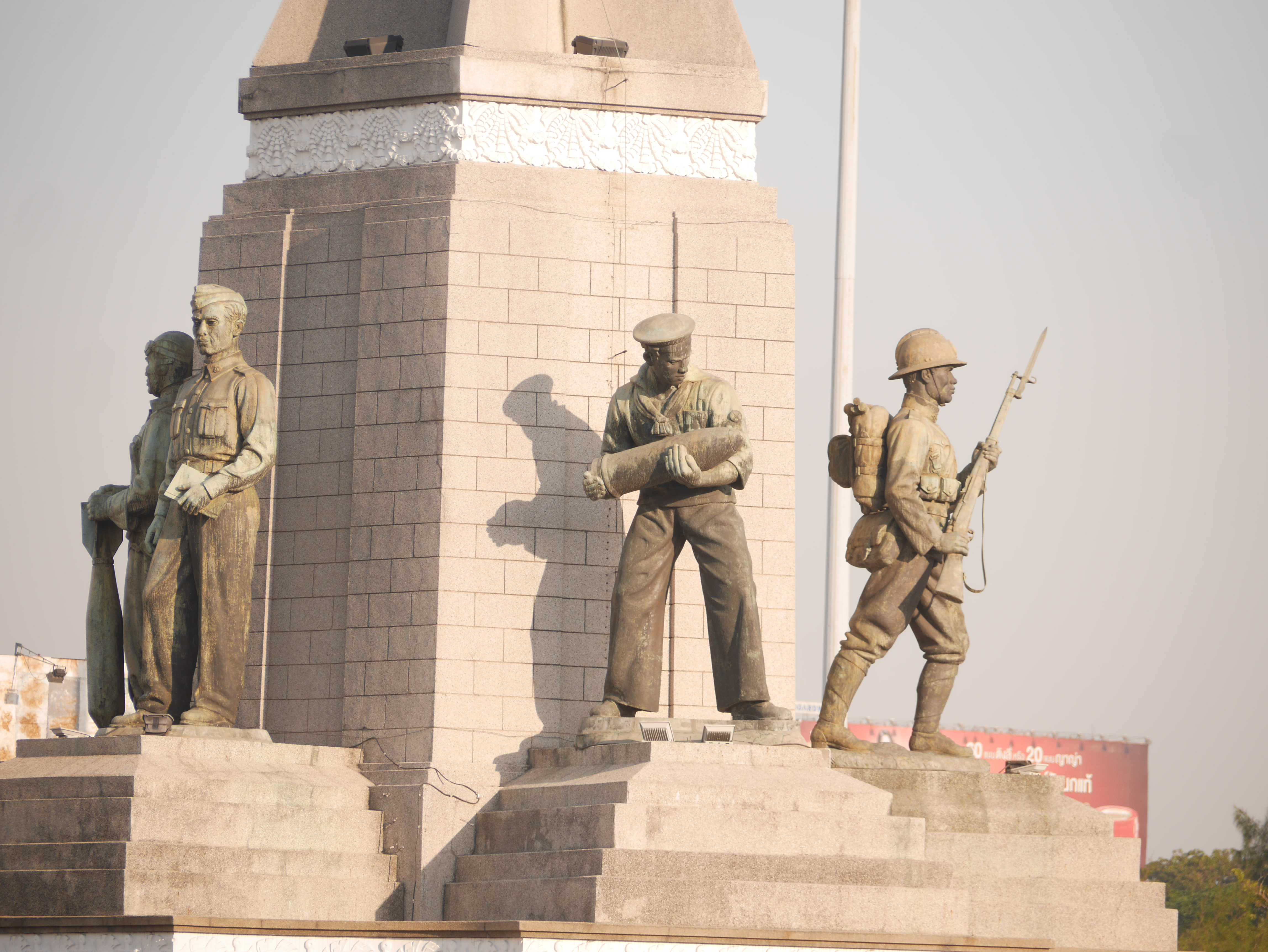
Statuen am Siegesdenkmal
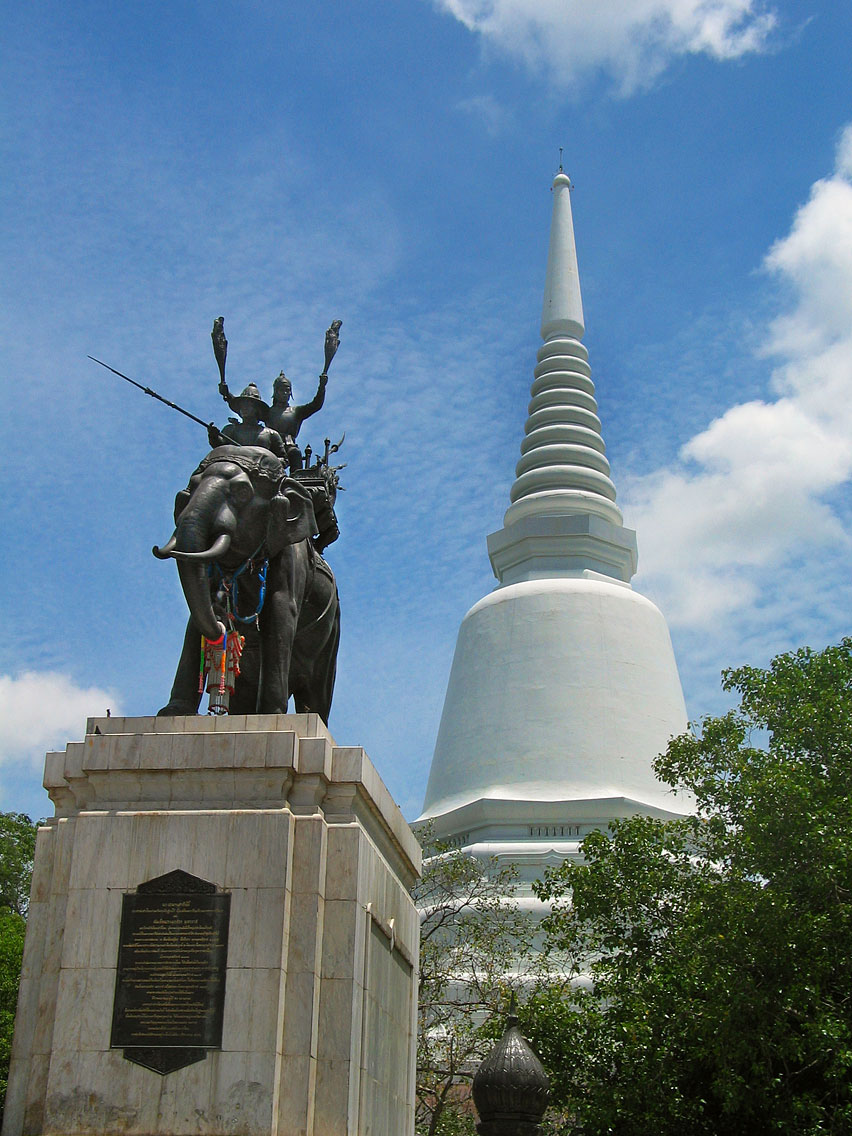
Naresuan-Denkmal in Don Chedi
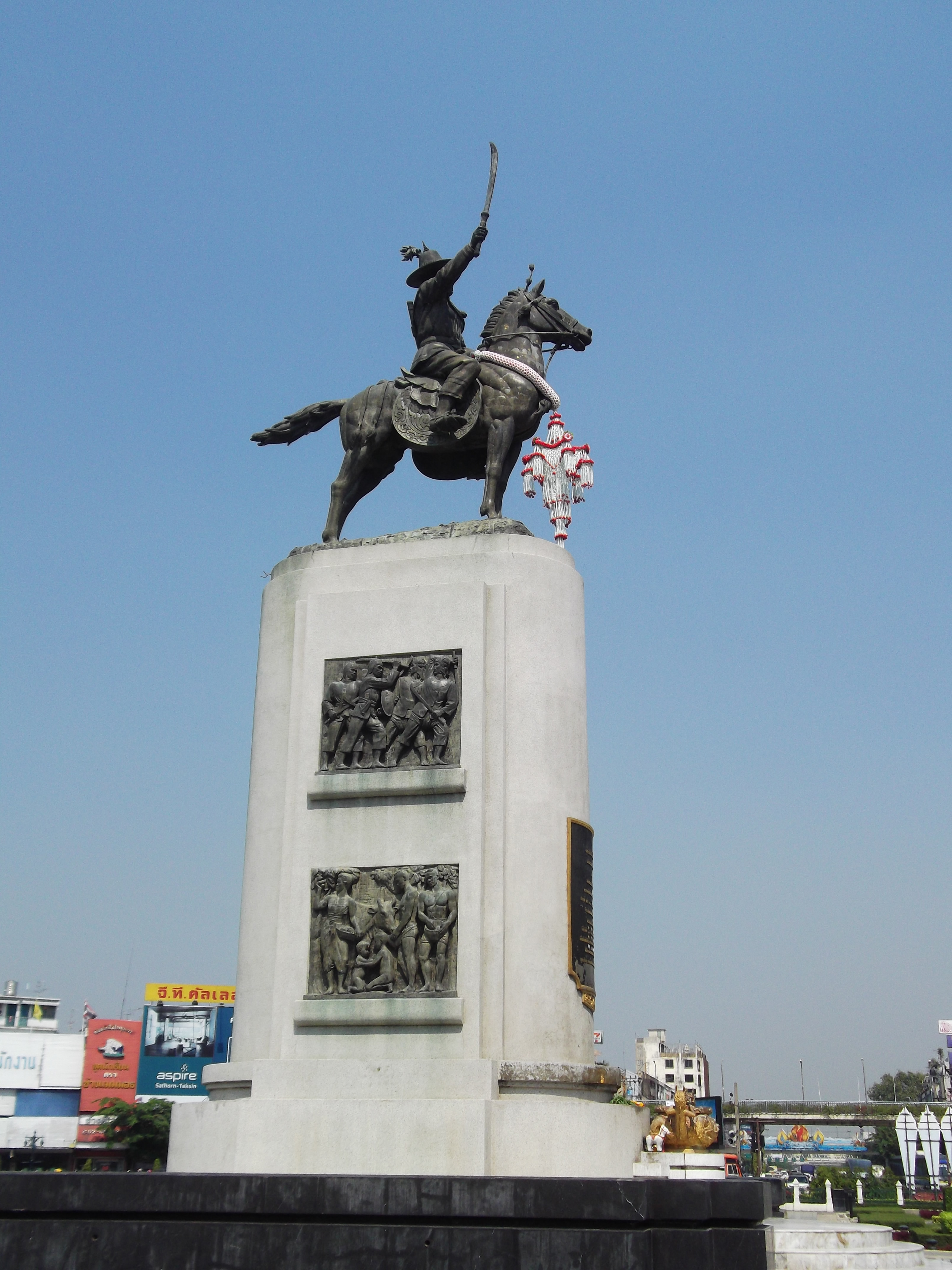
König-Taksin-Denkmal, Thonburi
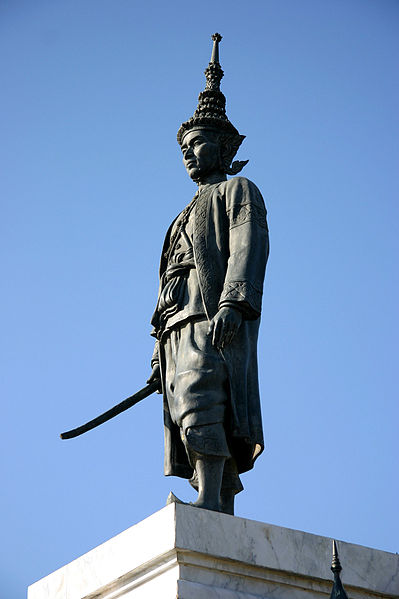
Statue von König Narai in Lop Buri
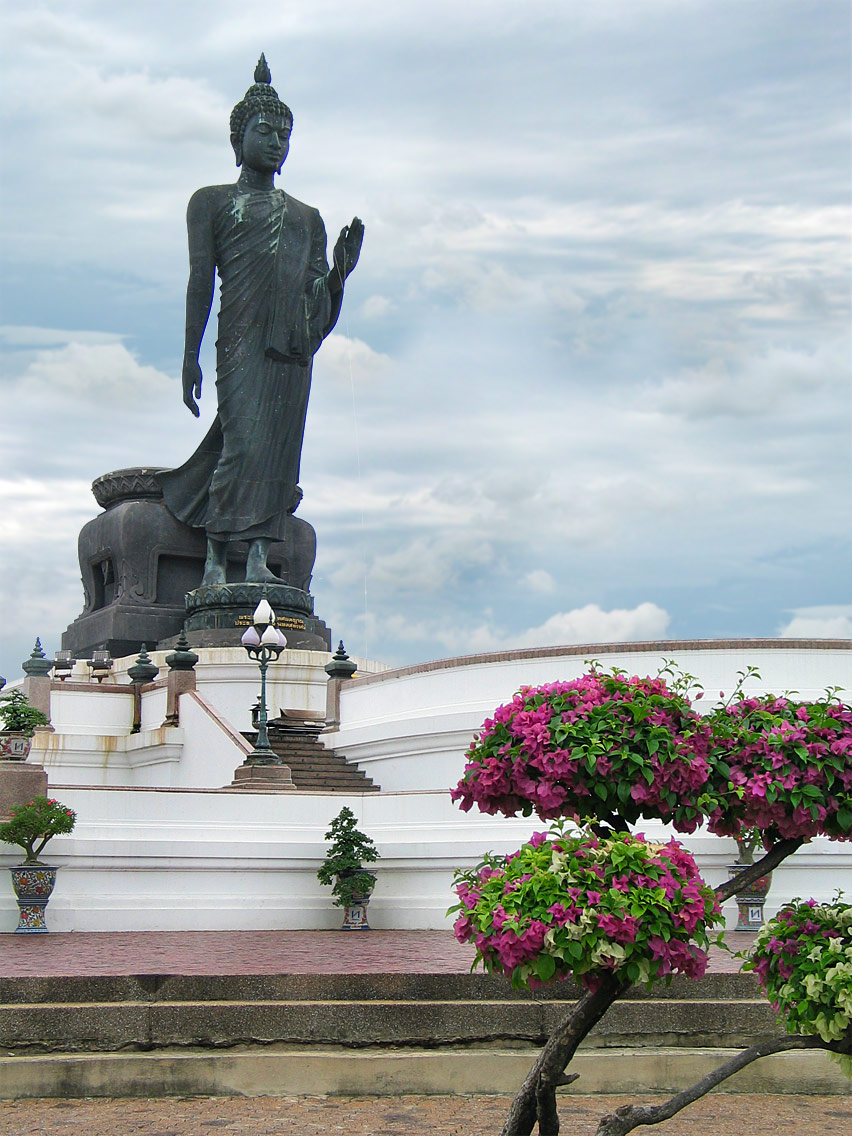
Buddha-Statue im Phutthamonthon-Park